# 莫里诺
莫里诺（義大利語：Morino），是意大利阿奎拉省的一个市镇。总面积52.55平方公里，人口1537人，人口密度29.2人/平方公里（2009年）。ISTAT代码为066057。